# Allata indistincta
Allata indistincta är en fjärilsart som beskrevs av Rothschild 1917. Allata indistincta ingår i släktet Allata och familjen tandspinnare. Inga underarter finns listade i Catalogue of Life.